# Māra Grīva
Māra Grīva (Ventspils, 4 agosto 1989) è una lunghista e triplista lettone.

## Biografia
Māra è la figlia secondogenita del preparatore atletico Māris Grīva e sorella delle atlete Lauma e Gundega. Ha preso parte alle competizioni internazionali a partire dal 2008, soprattutto nei salti. Ha raggiunto il primo podio in una gara internazionale alle Universiade di Taipei 2017, conquistando il bronzo nel salto triplo. Detiene, inoltre, la vittoria ad 8 campionati nazionali dal 2008 al 2017.

## Palmarès
| Anno | Manifestazione | Sede     | Evento         | Risultato | Prestazione | Note                                     |
| ---- | -------------- | -------- | -------------- | --------- | ----------- | ---------------------------------------- |
| 2009 | Universiade    | Belgrado | salto triplo   | 14º (q)   | 12,43 m     |                                          |
| 2009 | Europei U23    | Kaunas   | Salto in lungo | 17º (q)   | 6,14 m      |                                          |
| 2011 | Europei U23    | Ostrava  | Salto in lungo | 5º        | 6,59 m      |                                          |
| 2011 | Europei U23    | Ostrava  | Salto triplo   | 9º        | 13,23 m     |                                          |
| 2011 | Universiade    | Shenzhen | Salto in lungo | 12º       | 6,17 m      |                                          |
| 2011 | Universiade    | Shenzhen | Salto triplo   | 22º (q)   | 12,49 m     |                                          |
| 2012 | Europei        | Helsinki | Salto in lungo | 27º (q)   | 6,00 m      |                                          |
| 2013 | Universiade    | Kazan'   | Salto in lungo | 8º        | 6,29 m      |                                          |
| 2013 | Universiade    | Kazan'   | Salto triplo   | 12º       | 12,77 m     |                                          |
| 2017 | Universiade    | Taipei   | Salto in lungo | 8º        | 6,16 m      |                                          |
| 2017 | Universiade    | Taipei   | Salto triplo   | Bronzo    | 13,58 m     | Miglior prestazione personale stagionale |
| 2019 | Europei indoor | Glasgow  | Salto in lungo | 10ª (q)   | 6,41 m      | =                                        |